# Herminia diluta
Herminia diluta là một loài bướm đêm trong họ Noctuidae.